# Knoop (astronomie)

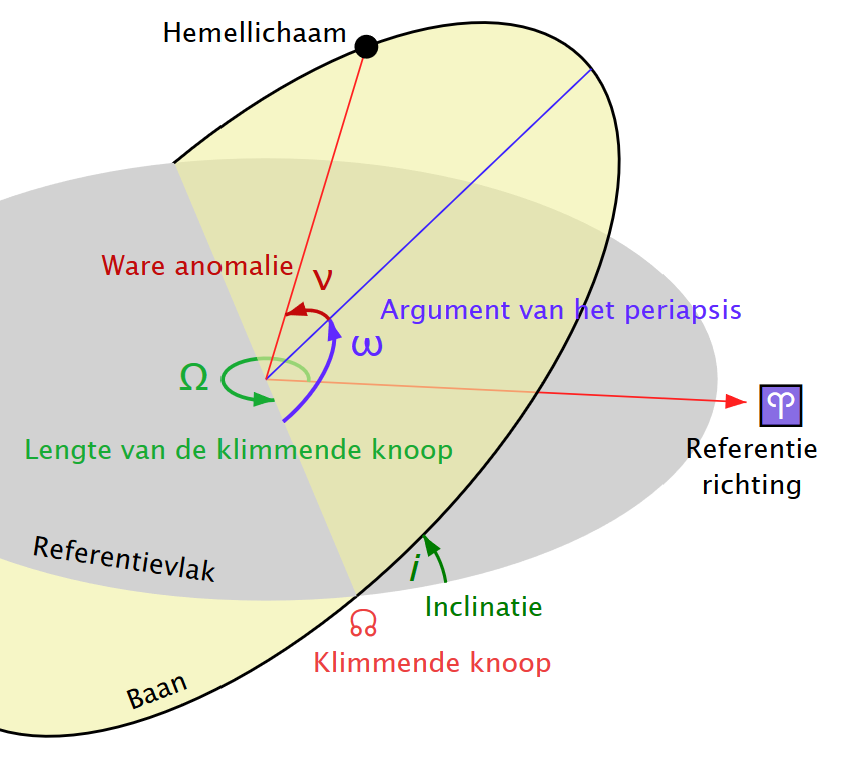
Diagram met daarop weergegeven de klimmende knoop en de lengte van de klimmende knoop.

Een knoop is in de astronomie een plaats waar de baan van een hemellichaam een referentievlak kruist.
De klimmende knoop is de plaats waar het hemellichaam in de baan van zuid naar noord door het referentievlak gaat. Symbool ☊ (Unicode 260A). 
De dalende knoop is de plaats waar het hemellichaam van noord naar zuid door het referentievlak gaat. Symbool ☋ (Unicode 260B).
De knopenlijn is de lijn die de klimmende en dalende knopen verbindt.  De knopenlijn gaat altijd door het centrum (brandpunt) van de baan (waar het hemellichaam omheen beweegt).  Gezien vanuit dat centrum staan de knopen recht tegenover elkaar aan de hemel.
De lengte van de klimmende knoop is een veelgebruikt baanelement.

## Het referentievlak
Meestal is het referentievlak zo gekozen dat zowel de waarnemer als het centrum van de baan van het hemellichaam in dat vlak liggen.  Voor banen rond de Aarde wordt voor het referentievlak meestal het vlak van de evenaar gekozen.  Voor banen die verder het Zonnestelsel in gaan (planeten en sterren) wordt voor het referentievlak meestal het vlak van de baan van de Aarde (de ecliptica) gekozen.

## Onder en boven
Het gebruikte coördinatenstelsel bepaalt aan welke kant van het referentievlak "onder" is en aan welke kant "boven".  Meestal wordt als bovenkant de kant gekozen waar de noordpool van de Aarde ligt.

## Baandiagram

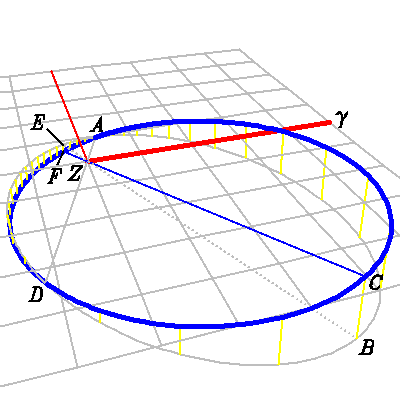
De baan van komeet 3D/Biela

Hierboven staat een diagram van de baan van komeet 3D/Biela.  De komeet gaat tegen de richting van de klok in langs de baan (dik blauw).  De klimmende knoop is bij het punt D, de dalende knoop bij het punt A, en de knopenlijn is de lijn AD.  Het punt Z is het middelpunt (brandpunt) van de baan (de Zon) en daar gaat de knopenlijn altijd doorheen.

## Natuurkundige betekenis
Als het referentievlak goed gekozen is, dan zijn de knopen van de baan van meer dan slechts rekenkundige interesse.  De knopen zijn de enige plekken waar het vlak van de baan en het referentievlak elkaar kruisen, dus zaken in het referentievlak kunnen het hemellichaam in de baan alleen raken in de knopen, en alleen als ze daar op hetzelfde moment zijn als het hemellichaam.
Enkele voorbeelden:
- Hoewel komeet 3D/Biela op dezelfde afstand van de Zon kan staan als de Aarde hoeven wij op Aarde niet bang te zijn geraakt te worden door die komeet, omdat de knopen van de baan van die komeet (ten opzichte van de baan van de Aarde) niet op dezelfde afstand van de Zon staan als de Aarde.
- Een zonsverduistering of maansverduistering kan alleen optreden als de zon, de aarde en de maan in bijna precies dezelfde richting staan, en dat kan alleen als de Maan heel dicht bij een van de knopen van haar baan (ten opzichte van de ecliptica) staat.